# Võ Đông Giang
Võ Đông Giang (1923-1998) là một chính khách và là nhà ngoại giao Việt Nam. Ông cũng đồng thời là một sĩ quan cao cấp của Quân đội nhân dân Việt Nam với hàm Thiếu tướng.

## Thân thế
Ông tên thật là Phan Bá, sinh năm 1923, là người xã An Hiệp, huyện Tuy An, tỉnh Phú Yên. Ông ngoại ông là Tiến sĩ Phan Quang, người đứng thứ hai trong nhóm Ngũ Phụng Tề Phi của Quảng Nam. Ông gọi nhà sử học Phan Khoang, nhà báo Phan Du là cậu.

## Sự nghiệp chính trị và ngoại giao
Thời trai trẻ, ông học ở Quy Nhơn, trước năm 1945 ông làm thư ký tòa sứ Gia Lai.
Tháng 3 năm 1945, ông thành lập và thủ lĩnh đoàn Thanh niên Tiền phong tỉnh Gia Lai. Năm 1945, ông là một trong những người lãnh đạo khởi nghĩa giành chính quyền ngày 23 tháng 8 năm 1945 ở Kontum. Sau khi Cách mạng tháng Tám thành công, ông được cử là Ủy viên Ban chấp hành Việt Minh tỉnh Gia Lai, Phó Chủ tịch Ủy ban Hành chính tỉnh Gia Lai.
Tháng 7 năm 1947, ông được cử làm Tỉnh ủy viên lâm thời, rồi Bí thư Tỉnh ủy lâm thời tỉnh Gia Lai.
Từ năm 1950, ông lần lượt là Ủy viên Ban tuyên huấn, Phó Văn phòng Liên khu ủy Liên khu 5, Phó Bí thư Ban cán sự Đảng tỉnh Gia Lai - Kon Tum, Trưởng ban chính trị Trung đoàn 120.
Năm 1954 ông chuyển sang công tác ngoại giao. Từ tháng 7 năm 1954, ông được cử làm Trưởng đoàn Đại diện Quân đội nhân dân Việt Nam trong Ban liên hiệp Tây Nguyên, cán bộ nghiên cứu Ban thi hành Hiệp định đình chiến Trung ương.
Năm 1958, ông được rút về làm Trưởng phòng rồi Phó Vụ trưởng Ban Thống nhất Trung ương.
Từ tháng 7 năm 1963, ông giữ chức Trưởng đoàn Đại diện Mặt trận Dân tộc Giải phóng miền Nam Việt Nam ở Cuba.
Tháng 4 năm 1965, ông được rút về nước lần lượt giữ các chức vụ Vụ trưởng Ban Thống nhất Trung ương, Ủy viên Ban cán sự CP 72.
Tháng 1 năm 1973, ông được cử làm Phó trưởng đoàn Quân Giải phóng miền Nam Việt Nam với cấp bậc Đại tá tại Ban liên hiệp quân sự 4 bên và 2 bên ở trại Davis tại sân bay Tân Sơn Nhất. Sau năm 1975, ông được thăng quân hàm Thiếu tướng. Tuy nhiên, không lâu sau, ông được rút khỏi ngạch quân sự, bổ nhiệm vào chức vụ Trợ lý Bộ trưởng Bộ Ngoại giao từ tháng 8 năm 1976.
Tháng 12 năm 1977, ông được thăng làm Thứ trưởng Bộ Ngoại giao.
Từ tháng 1 đến tháng 11 năm 1979, ông kiêm chức vụ Đại sứ đặc mệnh toàn quyền nước Cộng hòa Xã hội Chủ nghĩa Việt Nam tại Cộng hòa Nhân dân Campuchia ngay khi nước Cộng hòa được thành lập.
Từ tháng 7 năm 1981, ông kiêm nhiệm chức Ủy viên Ban cán sự Đảng Bộ Ngoại giao, Ủy viên Ban cán sự Đảng ở nước ngoài, Đặc phái viên Chủ tịch Hội đồng Bộ trưởng.
Ngày 29-4-1983 ông Võ Đông Giang giữ chức Bộ trưởng. Từ tháng 4 năm 1983, ông được bổ nhiệm làm Bộ trưởng biệt phái Bộ Ngoại giao kiêm Chủ tịch Ủy ban quốc gia UNESCO của Việt Nam cho đến tháng 5 năm 1987.
Từ tháng 3 năm 1987, ông thôi công tác ở Bộ Ngoại giao, được phân công làm Bộ trưởng - Chủ nhiệm Ủy ban Kinh tế Đối ngoại. Từ 10-5-1988 ông thôi giữ chức Chủ nhiệm Ủy ban Kinh tế Đối ngoại.
Từ 3 tháng 3 năm 1989 ông Võ Đông Giang, nguyên Bộ trưởng, Chủ nhiệm Ủy ban Quan hệ Kinh tế với Nước ngoài, làm Bộ trưởng, Phó Chủ nhiệm Ủy ban Nhà nước về Hợp tác và Đầu tư cho đến khi nghỉ hưu năm 1993.
Ông mất ngày 1 tháng 2 năm 1998 tại Hà Nội, thọ 76 tuổi.

## Gia đình
Cháu ngoại của ông là kỹ sư Phạm Gia Vinh.

## Khen thưởng
- Huân chương Độc lập hạng nhất
- Huân chương Kháng chiến hạng nhất
- Huân chương Kháng chiến chống Mỹ cứu nước hạng Nhất
- Huân chương Chiến công Giải phóng hạng nhì
- Huân chương Chiến công Giải phóng hạng nhất
- Huy chương Vì Sự nghiệp Ngoại giao Việt Nam
- Huân chương Hữu nghị các nước Liên Xô, Lào, Cuba, Tiệp Khắc
- Huy hiệu 50 năm tuổi Đảng

## Tôn vinh
Tên của ông được đặt cho một con đường ở Tuy Hòa và Nha Trang.